# Jurij Kossjuk
Jurij Anatolijowytsch Kossjuk (ukrainisch Юрій Анатолійович Косюк; * 27. Mai 1968 in Katerynopil, Oblast Tscherkassy, Ukrainische SSR) ist ein ukrainischer Unternehmer und Oligarch. Als CEO leitet er das größte agrarindustrielle Unternehmen MHP und er ist chairman der PJSC  Myronivsky Hliboproduct. Gleichzeitig ist er Berater des Präsidenten.

## Leben und Leistungen
Kossjuk wurde in Katerynopil geboren, wo seine mittlerweile verwitwete Mutter heute noch lebt. Er beendete das Gymnasium mit Auszeichnung und war Gewinner der ukrainischen Schülerolympiade im Fach Chemie.
1985 trat er in das Kiewer Technologische Institut für Lebensmittelindustrie ein. Ab 1992 studierte Kossjuk am Kiew Food Industry Institute im Fachbereich „Fleisch- und Milchproduktion“ mit dem Schwerpunkt „Technologie für Fleisch und Fleischprodukte“. 1989 besuchte er in seinem vierten Studienjahr einen Kurs für Börsenmakler.
Im Jahr 1991 begann Kossjuk als Broker bei der Warenbörse in Kiew. Im folgenden Jahr war er einer der Gründer von JV „LKB“. Das Unternehmen war im Import von Metall, Getreide und Gas tätig. Seine ersten verdienten 100.000 Dollar investierte er in ein eigenes Unternehmen im Bereich Fleischverarbeitung ansässig bei Tscherkassy. Die Firma ging jedoch schnell bankrott und sie wurde fast kostenlos von einem anderen Unternehmen übernommen. 1995 wurde er Präsident des CJSC Scientific-Technical Business Center for Food Industry. 1998 gründete und leitete er PrJSC Myronivsky Hliboproduct (MHP). Im Jahr 2001 kam die Marke „Nasha Ryaba“ auf den Markt.
Im Juli 2014 trat er aufgrund der Ernennung zum ersten stellvertretenden Leiter der Präsidialamts der Ukraine als Vorstandsvorsitzender der MHP zurück.
Die Ernennung von Kossjuk gab der ukrainische Präsident Petro Poroschenko am 2. Juli 2014 bei einem Treffen mit den Führern der Fraktionen und Gruppen der Werchowna Rada bekannt. In dieser Position war Kossjuk für die Beschaffung, Technologie und Logistik von Sicherheitsbehörden verantwortlich. Am 8. Dezember 2014 berief ihn Poroschenko per Dekret als stellvertretenden Leiter der Präsidialverwaltung ab und ernannte ihn mit dem folgenden Dekret am selben Tag zum Berater des Präsidenten. Kossjuk wurde danach wieder Vorstandsvorsitzender der MHP.
Mironivsky Hliboproduct war 2008 das erste ukrainische agroindustrielle Unternehmen, welches an der London Stock Exchange notiert wurde.
Während der Krise im Jahr 2008 gelang es Jurij Kossjuk, die Produktionskapazität seines Unternehmens um 30 Prozent zu steigern. 2009 konnte mit dem gleichen Wachstum abgeschlossen werden. 2010 verkaufte er als Hauptaktionär der MHP etwa 10 Prozent der Aktien des Unternehmens. Zu diesem Zeitpunkt befanden sich rund 65 Prozent der Aktien des Unternehmens in seinem Besitz, die restlichen 35 Prozent wurden als Streubesitz an der Londoner Börse gehandelt. 2011 betrug die Kapitalmarktwert des Unternehmens etwa 2 Milliarden US-Dollar.
In der Rangliste der reichsten Menschen der Ukraine nach Forbes Ukraine wird Kossjuk seit 2011 als einer der zehn reichsten Ukrainer aufgeführt mit einem Vermögen von über einer Milliarde US-Dollar. Seit 2015 gilt dort sogar als einer der fünf reichsten Ukrainer.
Im März 2016 bezifferte Forbes sein Vermögen auf 1,12 Milliarden Dollar. Die ukrainische Zeitschrift Fokus schätzte es im April 2016 auf 769 Millionen Dollar. Er besitzt eine der längsten Motoryachten.

## Ehrungen
2008 wurde er als Held der Ukraine ausgezeichnet für seine herausragenden persönlichen Verdienste für den ukrainischen Staat bei der Entwicklung des Agrarsektors, insbesondere bei der Einführung moderner, hocheffizienter Technologien in der Produktion und Verarbeitung landwirtschaftlicher Produkte.

## Familie
Jurij Kossjuk ist verheiratet. Seine Frau ist in der MHP Vorstandsmitglied für die Bereiche Technologie, Qualität und Sicherheit der Lebensmittelprodukten. Ihr 2000 geborener gemeinsamer Sohn studiert an der Columbia University in New York (USA).

## Kontroversen

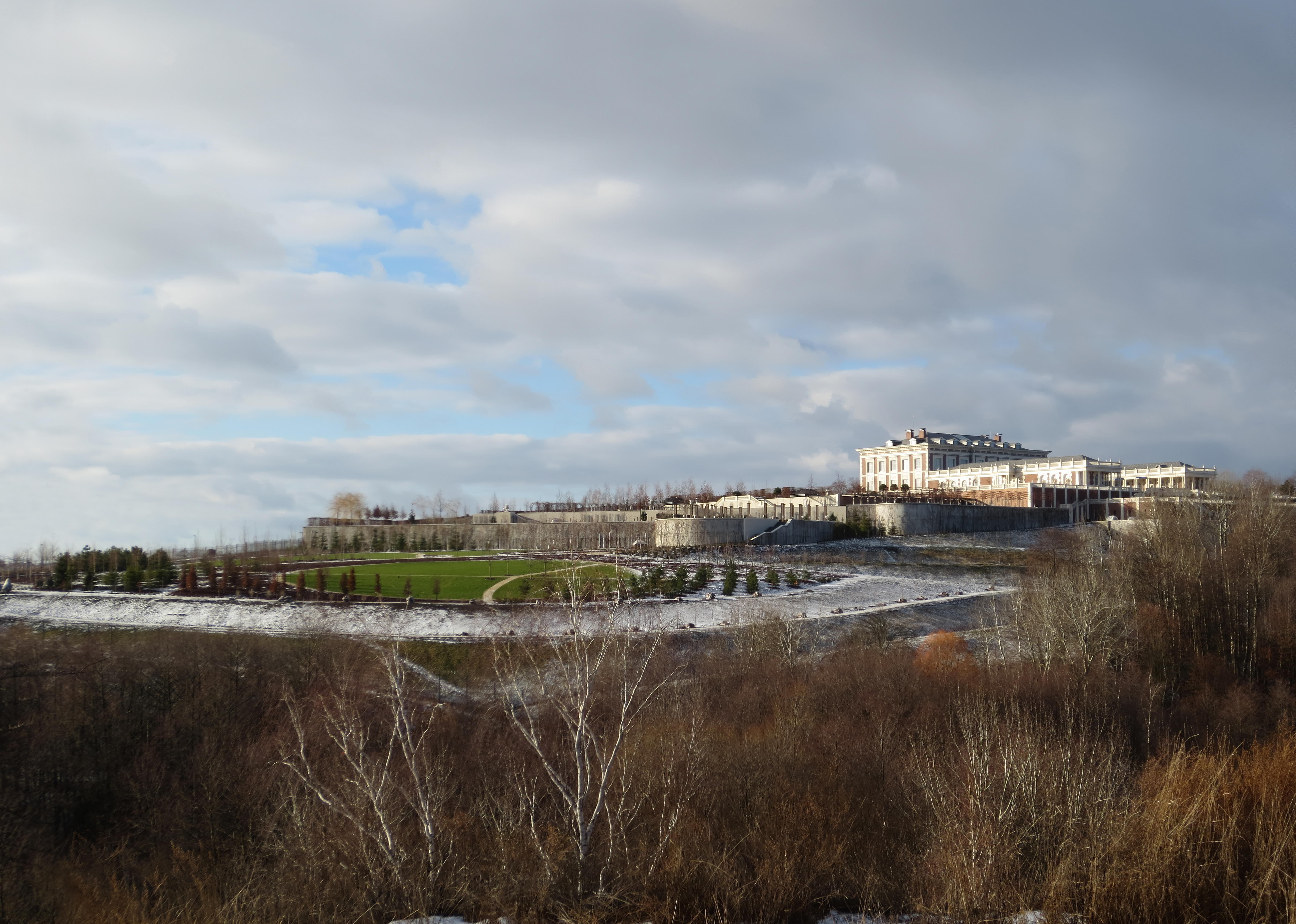
Sein Anwesen in Chotiw

2009 begann er mit dem Bau eines luxuriösen Anwesens in Chotiw auf den archäologischen Überresten einer früheren Siedlung aus der Zeit der Skythen. Sein Bauplatz und einige andere Teile der Siedlung waren zuvor als archäologisches Denkmals entwidmet worden. Der Bau zerstörte den nördlichen Teil der Siedlung (einer der reichsten Reste antiker Gebäude der vom höchsten Teil des Verteidigungswalls umgeben ist) sowie die umgebende Landschaft. Kossjuk zufolge ist „das, was gebaut wird, in der Tiefe gebaut und hat nichts mit der Siedlung zu tun“.